# Lematang Jaya
Lematang Jaya is een bestuurslaag in het regentschap Lahat van de provincie Zuid-Sumatra, Indonesië. Lematang Jaya telt 1488 inwoners (volkstelling 2010).